# 초계초등학교 덕곡분교
초계초등학교 덕곡분교는 대한민국 경상남도 합천군 덕곡면 장리에 있는 공립 초등학교이다.

## 학교 연혁
- 1926년 9월 25일 덕곡공립보통학교 개교(율지리)
- 1938년 4월 1일 교명 변경[1] (덕곡공립심상소학교)
- 1938년 10월 24일 현 위치로 이전
- 1941년 4월 1일 교명 변경[2] (덕곡공립국민학교)
- 1983년 3월 1일 병설유치원 인가
- 1988년 9월 1일 덕곡국민학교와 덕곡중학교 통합
- 1996년 3월 1일 덕곡초등학교로 개칭[3]
- 1997년 3월 1일 학남분교장 편입
- 1998년 9월 1일 학남분교장 통합
- 2014년 2월 19일 제81회 졸업식(총 졸업생 수: 2,684명)
- 2014년 3월 1일 초계초등학교 덕곡분교장 개편
- 2020년 2월 19일 제85회 졸업식(2명 졸업, 총 졸업생 수 : 2,689명)

## 학교 상징
- 교화 : 접시꽃 - 사랑, 풍요로움
- 교목 : 목련 - 고귀함, 숭고한 정신, 우애

## 참고 자료
- 초계초등학교 덕곡분교 - 한국교육학술정보원 학교알리미